# Ngộ độc carbon monoxide
Ngộ độc carbon monoxide thường xảy ra khi hít thở quá nhiều carbon monoxide (CO). Các triệu chứng thường có biểu hiện như bị cúm: thường bao gồm nhức đầu, chóng mặt, yếu, nôn, đau ngực và có thể sẽ hay hoang mang. Lâu ngày có thể dẫn đến mất ý thức, rối loạn nhịp tim, động kinh hoặc tử vong. Loại da đỏ anh đào hiếm khi xảy ra. Các biến chứng lâu dài có thể bao gồm cảm thấy mệt mỏi, trí nhớ suy giảm, đi lại khó khăn. Trong những người tiếp xúc với khói, cũng nên kiểm tra xem có bị nhiễm độc cyanide hay không.
Ngộ độc khí carbon monoxide có thể xảy ra một cách vô tình hoặc là một cách để tự vẫn. CO là một loại khí không màu và không mùi mà ban đầu không gây kích thích. Nó được tạo ra trong quá trình đốt cháy không đầy đủ chất hữu cơ.  Điều này có thể xảy ra từ xe có động cơ, lò sưởi, hoặc thiết bị nấu ăn chạy bằng nhiên liệu cacbon. Nó cũng có thể xảy ra khi tiếp xúc với methylene chloride. Carbon monoxide chủ yếu gây ra các phản ứng phụ bằng cách kết hợp với hemoglobin để hình thành carboxyhemoglobin (HbCO) ngăn ngừa máu vận chuyển oxy. Ngoài ra, myoglobin và mitochondrial cytochrome oxidase bị ảnh hưởng. Chẩn đoán được dựa trên mức HbCO trên 3% trong số những người không hút thuốc và hơn 10% trong số những người hút thuốc.
Các nỗ lực để ngăn ngừa ngộ độc bao gồm các thiết bị phát hiện carbon monoxide, giải phóng thích hợp các thiết bị khí đốt, giữ ống khói sạch, và giữ cho hệ thống ống xả của xe được sửa chữa tốt. Điều trị ngộ độc thông thường bao gồm việc cung cấp 100% oxy cùng với chăm sóc hỗ trợ. Điều này thường được thực hiện cho đến khi các triệu chứng không còn nữa và mức HbCO nhỏ hơn 10%. Trong khi liệu pháp oxy oxy hyperbaric được sử dụng cho các trường hợp ngộ độc nặng, lợi ích của việc cung cấp oxy tiêu chuẩn là không rõ ràng. Nguy cơ tử vong ở những người bị ảnh hưởng là từ 1 đến 30%
Ngộ độc carbon monoxide là tương đối phổ biến, dẫn đến hơn 20.000 lượt thăm phòng cấp cứu mỗi năm tại Hoa Kỳ. Đây là loại ngộ độc chết người phổ biến nhất ở nhiều nước. Tại Hoa Kỳ các trường hợp không liên quan tới lửa gây ra hơn 400 trường hợp tử vong mỗi năm. Ngộ độc xảy ra thường xuyên hơn vào mùa đông, đặc biệt là từ việc sử dụng máy phát điện di động trong thời gian mất điện. Các ảnh hưởng độc hại của CO đã được biết đến từ lịch sử cổ đại. Việc nhận ra rằng hemoglobin bị ảnh hưởng bởi CO đã được xác định vào năm 1857.